# Xingu (cerveja)
Xingu é uma marca de cerveja brasileira criada em 1988 por Cesario Mello Franco. Atualmente, a cerveja é comercializada em cerca de 20 países (EUA, Canadá, Europa, Japão, entre outros) pela Cervejas Premium do Brasil que readquiriu os direitos sobre a marca Xingu no Brasil e a relançou em fevereiro de 2022. Mais conhecida pela cerveja escura (Xingu Black), a Xingu também conta, desde 2013, com a versão clara (Xingu Gold). Na Alemanha, a cerveja  Xingu Weiss e Xingu Red também são produzidas e vendidas desde 2014.

## História
A Xingu, criada em 1988, é uma cerveja premium do tipo lager escura. Seu nome e sua coloração fazem alusão a um dos principais rios da bacia hidrográfica amazônica, o Rio Xingu.
Em 2013, com o lançamento da versão clara, a Xingu se tornou uma linha de cervejas, que agora conta com quatro tipos: Xingu Black, Xingu Gold, Xingu Weiss e Xingu Red (uma Zoigl da Bavaria).  
A Xingu participa ativamente dos festivais de cerveja da Alemanha. Em 2017, participou de 11 festivais, incluindo Berlin, Bonn e Köln. 
Hoje produzida no Brasil, no Canadá, na Alemanha e na República Checa, a Xingu é a cerveja Premium brasileira com maior projeção no hemisfério norte.

## Prêmios
- Beverage Testing Institute, Xingu Black, Medalha de ouro (1998)
- Beverage Testing Institute, Xingu Black, Medalha de ouro (1999)
- Beverage Testing Institute, Xingu Gold, Excepcional (2015)